# Nick Perry
Nicholas Joel „Nick“ Perry (* 12. April 1990 in Detroit, Michigan) ist ein ehemaliger US-amerikanischer American-Football-Spieler auf der Position des Linebackers. Er spielte zuletzt für die Green Bay Packers in der National Football League (NFL).

## Karriere
Perry spielte College Football für die USC Trojans. Er wurde von den Green Bay Packers im NFL Draft 2012 in der ersten Runde als 28. Spieler ausgewählt. Bereits als Rookie konnte er sich den Starter-Job sichern, fiel jedoch nach sechs Spielen wegen einer Handgelenksverletzung aus. Während seiner gesamten Zeit bei den Packers spielte er in keiner Saison alle 16 Saisonspiele. 2016 und 2017 konnte er in 26 Spielen 18 Sacks erzielen. Am 12. März 2019 entließen die Packers Perry schließlich.